# Lillian Logan

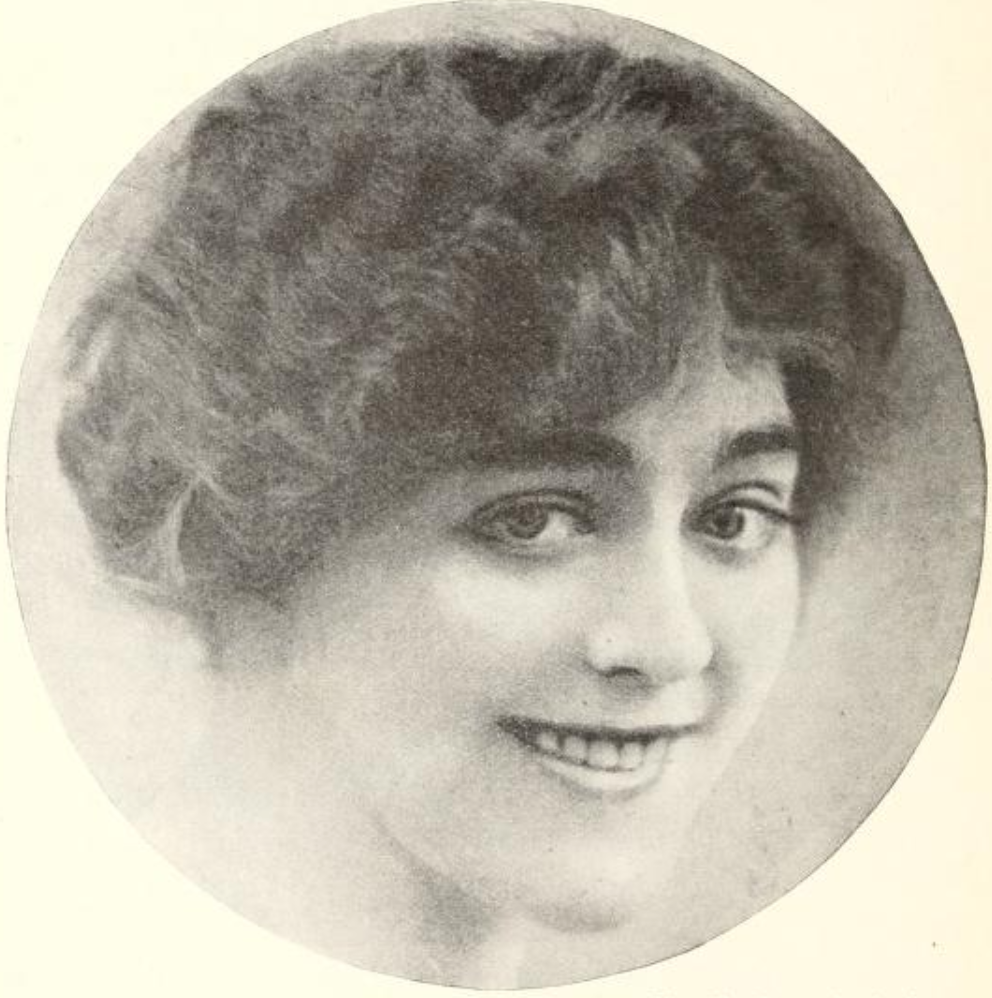
Lillian Logan, 1913

Lillian Logan foi uma atriz britânica da era do cinema mudo.

## Filmografia selecionada
- The House of Temperley (1913)
- Lawyer Quince (1914)
- Her Children (1914)
- Beauty and the Barge (1914)
- Branscombe's Pal (1914)